# لوخان مقاطعة بوينس آيرس (مدينة)
لوخان، مقاطعة بوينس آيرس (بالإسبانية: Luján, Buenos Aires Province)‏ هي منطقة سكنية تقع في الأرجنتين في Luján Partido. يقدر عدد سكانها بـ 102,050 نسمة وترتفع عن سطح البحر 21 متر.

## أعلام
- كارلوس أمفينو
- فلورنتينو أمفينو
- مارتين بوفير
- لوسيانو بيريرا
- ايمانويل رويز